# Галина Аудерська
Галіна Марія Аудерська (пол. Halina Maria Auderska; 3 липня 1904, Одеса, Російська імперія — 21 лютого 2000, Варшава, Польща) — польська письменниця, авторка сценічних п'єс та сценаріїв для фільмів, прозаїк, делегат Сейму Народної Республіки Польща VIII і ІХ каденції.

## Життєпис
Закінчила польську філологію у Варшавському університеті та педагогічні курси. У 1926— 1936 рр. працювала вчителькою середніх шкіл. Під час Другої світової війни була санітаркою у Варшаві а також солдатом в ЗВЗ-АК. У період окупації брала також участь в таємному навчанні. Учасниця Варшавського повстання. В 1980—1989 роках делегат Сейму.
Дебютувала у 1924 році як авторка радіоінсценізацій. У 1935 році видала повість Poczwarki Wielkiej Parady. У 1946—1950 рр головний редактор у видавництві Trzaska, Evert i Michalski. В 1956—1986 роках працювала у редакційному колективі щомісячника Діалог. У 1950— 1969 роках — заступник головного редактора Словника польської мови. В 1959—1979 роках співзасновниця і багатолітня голова ІТІ. В 1983—1986 роках — перша голова Колективу польських літераторів — організації покликаної комуністичною владою на місці раніше ліквідованого цією владою колективу з такою ж назвою.
Найвідоміший роман Аудерської — «Королева Бона» про  Бону Сфорцу та історичні події 16 століття.

## Твори
- Галина Аудерська "Плід гранатового дерева"(укр.)
- «Королева Бона. Дракон в гербі» (історичний роман-хроніка).  [Архівовано 21 січня 2021 у Wayback Machine.]